# Aldo Manuzio
Aldo Pio Manuzio (in latino Aldus Pius Manutius; Bassiano, tra 1449 e 1452 – Venezia, 6 febbraio 1515) è stato un editore, grammatico e umanista italiano.
È ritenuto tra i maggiori editori di ogni tempo, oltre che uno dei primi editori in senso moderno in Europa. Introdusse il carattere a stampa corsivo e il formato in ottavo. Con le sue numerose innovazioni segnò la storia dell'editoria e promosse avanzamenti in tipografia insuperati fino ai nostri giorni.

## Biografia

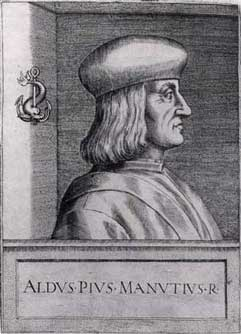
Aldo Pio Manuzio

Nei documenti si firma latinamente dapprima Aldus Mannucius, dal 1493 Manucius (così anche nella sua prima edizione pubblicata) e dal 1497 Manutius, che dai posteri è stato poi re-italianizzato in "Manuzio". È probabile che il nome originario fosse "Mandutio" (Mandutius). Che il vero nome potesse essere Teobaldo Mannucci è notizia priva di fondamento, sostenuta dall'edizione di pubblico dominio dell'Enciclopedia Britannica ma non confermata dalla letteratura scientifica.
Dal 1467 al 1475 Aldo studiò il latino a Roma, con Gasparino da Verona e Domizio Calderini, proprio negli anni in cui Sweynheym e Pannartz impiantarono la loro officina tipografica a Subiaco, e poi il greco a Ferrara, con Battista Guarino, che nel 1460 era subentrato al padre Guarino da Verona. Nel 1482 fu a Mirandola assieme al suo amico e compagno di studi Giovanni Pico della Mirandola. Quando questi si trasferì a Firenze, procurò a Manuzio il posto di precettore dei suoi due nipoti Alberto III Pio e Lionello Pio, signori di Carpi. Alberto Pio, molto probabilmente, divenne poi il finanziatore delle prime stampe di Aldo (forse i cinque volumi delle opere di Aristotele), al quale donò anche delle terre nei pressi di Carpi. Il legame con Alberto Pio si mantenne tutta la vita, tanto che il principe concesse ad Aldo di aggiungere al suo il nome della famiglia Pio.
In questo periodo devono essere maturati in Aldo dei piani molto precisi su quello che sarebbe diventato il suo progetto editoriale. La sua ambizione principale era quella di preservare la letteratura e la filosofia greca da ulteriore oblio, nonché il grande patrimonio della letteratura latina, diffondendone i capolavori in edizioni stampate. Scelse infine Venezia, la Serenissima, nel momento del suo massimo fulgore, come sede più idonea per la sua tipografia e vi si insediò attorno al 1490. I manoscritti e codici greci della Biblioteca nazionale Marciana (il cui nucleo originario fu costituito dal lascito del cardinale Bessarione dell'intera sua collezione di libri nel 1468) proprio in questo periodo stavano rendendo la città lagunare il centro più importante per lo studio dei classici. Lì Manuzio allacciò rapporti di collaborazione e di amicizia con letterati e artisti del tempo, e con molti studiosi greci fuggiti da Costantinopoli e rifugiatisi a Venezia dopo la caduta dell'Impero romano d'Oriente (1453). I collaboratori fondamentali di Manuzio per l'editoria in lingua greca furono Marco Musuro (Markos Mousouros), Aristobulo Apostolio e Giano Lascaris

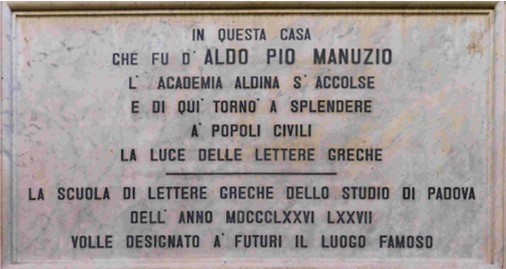
Ricordo dell'Accademia Aldina Venezia, Sant'Agostin

Questi intensi rapporti intellettuali portarono infine (1502) alla fondazione dell'Accademia Aldina, istituto dedicato agli studi ellenistici che poté annoverare fra i suoi membri alcuni dei più grandi studiosi dell'epoca: Erasmo da Rotterdam, Pietro Bembo e Thomas Linacre. L'Accademia, di cui conosciamo lo statuto, si prefiggeva di dare impulso allo studio dei classici greci in Italia e in Europa. I suoi membri si impegnavano a parlare fra di loro soltanto in greco e, in caso di trasgressioni o errori, a versare una piccola multa a un fondo comune che sarebbe poi servito per organizzare festosi banchetti.

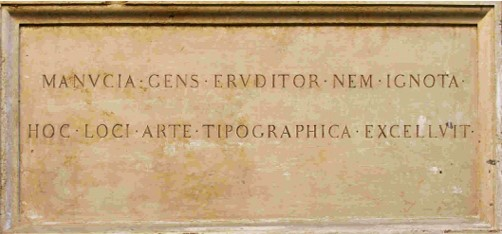
Lapide a Venezia, Sant'Agostin

Nel 1494 aprì la tipografia nella contrada di Sant'Agostin. Rapidamente, in tutta Europa, i suoi volumi furono conosciuti con il nome di "edizioni aldine".

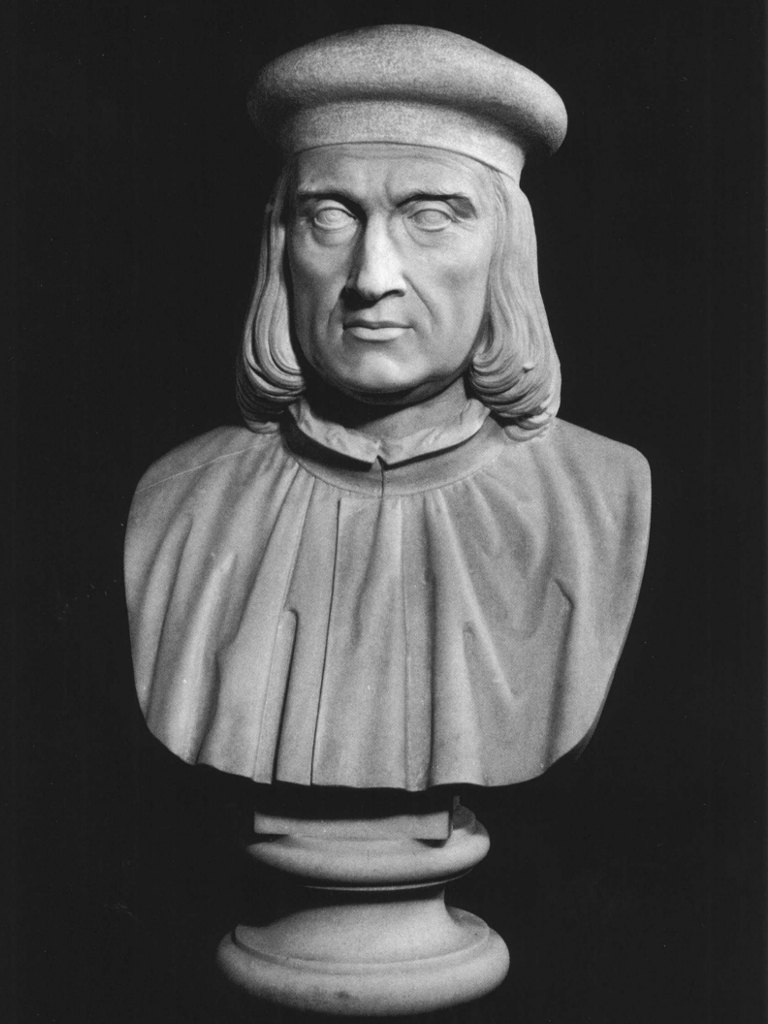
Busto di Aldo Manuzio, opera di Gaetano Zennaro (1862-1863)

La diffusione della lingua e della filosofia greca sembra essere stata l'ambizione prioritaria rispetto al profitto economico nell'operato di Aldo. La sua principale preoccupazione fu di mantenere altissima la qualità delle sue edizioni (che sono infatti considerate degli autentici tesori dai bibliofili) e non quella di renderle accessibili economicamente alla cerchia più vasta possibile di lettori.
La commercializzazione delle sue opere era affidata a greci, e il greco era la lingua usata nelle conversazioni a casa sua nonché nelle istruzioni a tipografi e legatori. Impiegò non meno di trenta greci come correttori di bozze, ricercatori di manoscritti e calligrafi, sui cui modelli ricalcò i suoi caratteri.

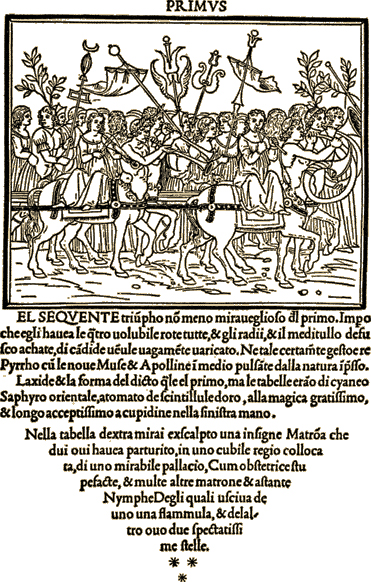
Una pagina della Hypnerotomachia Poliphili di Francesco Colonna (1499)

Tra il 1495 e il 1498 pubblicò l'opera omnia di Aristotele in 5 volumi. Nel 1499 uscì dai suoi torchi un libro tanto eccentrico quanto da sempre celebrato: la Hypnerotomachia Poliphili, con un sontuoso apparato di xilografie, che ne fanno uno dei volumi più pregiati di tutti i tempi.

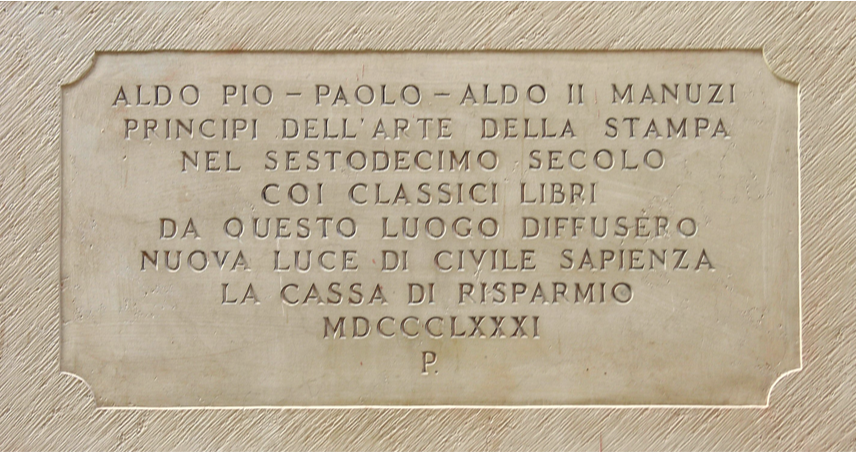
Lapide commemorativa collocata in Rio Terà San Paternian, al n. 4218

Nel 1501 dette l'avvio a una collana di libri (in formato ridotto, noto come in-8° piccolo), in cui per la prima volta venne utilizzato lo stile corsivo. I caratteri utilizzati assomigliavano alle lettere dei manoscritti greci, da cui i libri a stampa erano copiati. Manuzio aveva fatto incidere i caratteri dal bolognese Francesco Griffo (o Griffi). Il corsivo divenne così celebre da essere da allora in poi imitato da tutti. Non solo: il volume era in ottavo, e quindi in un formato molto ridotto rispetto ai grandi e maestosi volumi in folio o a quelli in quarto. Nello stesso anno comparve l'edizione aldina delle Bucoliche di Virgilio, il primo libro della storia dell'editoria stampato interamente in corsivo. La sua compattezza permise la riduzione del formato dei libri: Aldo Manuzio riuscì a stampare volumi in ottavo (in cui il singolo foglio di stampa è piegato in otto e consta di sedici pagine), cioè in un formato molto minore rispetto ai grandi volumi in folio (in cui il singolo foglio di stampa è piegato in due e consta di quattro pagine) e a quelli in quarto (in cui il singolo foglio di stampa è piegato in quattro e consta di otto pagine). Manuzio lo chiamò enchiridion forma, dall'Encheiridion (ἐγχειρίδιον, che sta in una mano) o Manuale di Epitteto, uno dei primi libri stampati nel nuovo formato, maneggevole, leggero e facilmente trasportabile. Nello stesso anno Aldo Manuzio, desideroso di assicurarsi i vantaggi commerciali che l'innovazione prometteva, ottenne dal governo veneziano il privilegio, in pratica l'utilizzo esclusivo del corsivo (23 marzo 1501). L'anno successivo il privilegio fu esteso all'uso di tutti i caratteri disegnati dal Griffo. Nello stesso periodo fondò a Venezia un circolo letterario, l'Accademia Aldina, per accogliere numerosi artisti e studiosi fuggiti da Costantinopoli e rifugiatisi a Venezia.
Nel marzo 1505 Aldo sposò Maria (1485-c.1535), la figlia di Andrea Torresano (o Torresani) da Asola, che aveva rilevato la tipografia fondata a Venezia da Nicolas Jenson e che dal marzo 1495 era in società con Aldo, assieme a Pierfrancesco Barbarigo, figlio del doge in carica Agostino Barbarigo. Vennero così a unirsi le famiglie di due tra gli editori più importanti della città. 
Da Maria, Aldo ebbe cinque figli: tre maschi - Manuzio (maggio 1506-13 maggio 1568), che fu prete; Antonio (1511-1559) e Paolo (1512-1574), che continuerà l'attività paterna - e due femmine, Alda, moglie di un tale Catone, mantovano, e Letizia, già morta nel 1515.
L'olandese Erasmo da Rotterdam, come tantissimi altri celebri eruditi dell'epoca, fece il primo passo per avvicinare Aldo, con cui nascerà una grande amicizia e una proficua collaborazione. Nel 1508 Aldo pubblicò i suoi Adagia. La sua attività conobbe una brusca interruzione nel 1509: in quell'anno l'esercito veneziano fu sconfitto nella battaglia di Agnadello. Manuzio si rifugiò dapprima a Ferrara, poi sostò in altre località italiane prima che la crisi rientrasse definitivamente.
Aldo morì il 6 febbraio 1515, dopo avere stampato circa centotrenta edizioni in greco, in latino e in volgare, fra le quali anche opere di autori contemporanei come Erasmo, Angelo Poliziano e Pietro Bembo, ma soprattutto di grandi classici, da Omero a Virgilio, con molte editiones principes di classici greci (Teocrito, Aristotele, Aristofane, Sofocle, Euripide, Quinto Smirneo, Lisia, Pindaro, Licofrone, Platone).

Nei Diarii di Marin Sanudo il Giovane così viene annunciata la sua morte:
In questa matina, hessendo morto zà do zorni qui domino Aldo Manutio romano, optimo humanista et greco, qual era zenero di Andrea d'Asolo stampador, il qual ha fato imprimer molte opere latine et greche ben corrette, et fate le epistole davanti intitolate a molti, tra le qual assai operete a mi Marin Sanudo dedicoe, compose una gramatica molto excelente, hor è morto, stato molti zorni amalato. Et per esser stà preceptor dei signori de Carpi et fato di la casa di Pii, ordinò il suo corpo fosse portato a sepelir a Carpi, e la moglie e figliuoli andasseno ad habitar ivi, dove queli signori li deteno certe possessioni. Et il corpo in chiesa di San Patrinian posto, con libri atorno ivi fo fato le esequie et una oration in soa laude per Rafael Regio lector publico in questa cità in humanità; et il corpo posto poi in uno deposito, fino si mandi via.
Dopo la sua morte, il suocero e i due cognati continuarono la sua attività fino alla maggiore età dei suoi figli (fra i quali l'umanista Paolo Manuzio). La tipografia Aldina cessò l'attività dopo la terza generazione, con Aldo Manuzio il Giovane, nel 1590.
Manuzio è stato il fondatore di una dinastia editoriale produttrice di volumi che continuano a entusiasmare collezionisti e intellettuali.
A lui sono dedicate vie a Roma, Milano, Torino, Parma, Verona e Genova; una piazza a Latina (dove la biblioteca e una scuola media sono intitolate a lui); nonché alcune scuole a Roma e a Mestre. Anche a Carpi, città di Alberto Pio, suo primo sostenitore e finanziatore della sua attività di tipografo, è dedicata una strada oltre che una intera sala nel Museo della Città, all'interno del Palazzo dei Pio.
Il Progetto Manuzio, archivio elettronico di testi in lingua italiana, porta il suo nome, così come la Aldus Corporation (ora incorporata in Adobe), che nel 1985 pose le basi del desktop publishing professionale con il suo programma PageMaker.

## Edizioni aldine

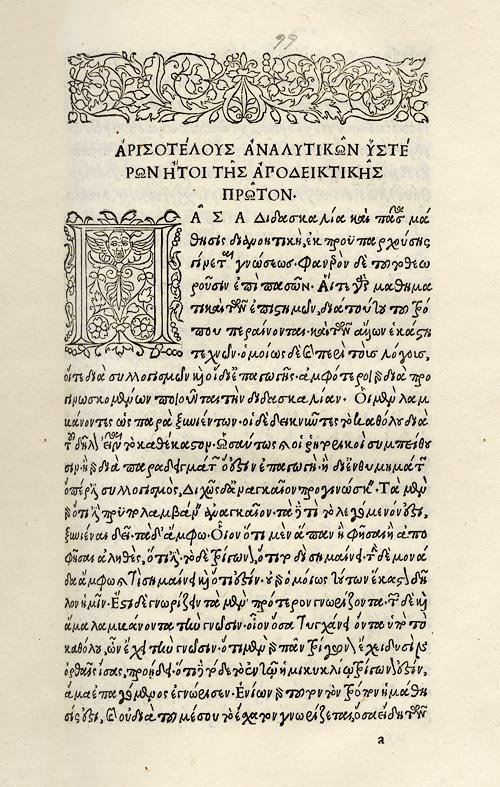
Una pagina dell'«Aristotele» di Aldo Manuzio, 1495-98 (Libreria Antiquaria Pregliasco, Torino)

I libri stampati da Aldo Manuzio ancora oggi, a quasi cinque secoli di distanza, suscitano interesse e meraviglia. Le circa 130 edizioni in greco, latino e volgare da lui pubblicate in 20 anni di attività sono tuttora studiate in tutto il mondo. Il suo catalogo costituì una specie di enciclopedia del sapere umanistico.
La prima aldina in assoluto, almeno con data certa, è la grammatica greca, intitolata Erotemata, di Costantino Lascaris, che fu finita di stampare il 28 febbraio 1495 e completata con l'Alphabetum Graecum l'8 marzo. Seguirono quelli che Aldo stesso definì i «Precursori della Biblioteca Greca»: Ero e Leandro di Museo, la Galeomyomachia di Teodoro Prodromo (senza data, ma del 1495) e i Salmi. Tra il 1495 e il 1498 per la prima volta fu data alle stampe l'opera omnia di Aristotele, poi le opere di Aristofane, Tucidide, Sofocle, Erodoto, Senofonte, Euripide, Demostene e infine Platone. Dal 1501 Aldo si concentrò sui classici latini e italiani, che pubblicò per la prima volta in formato in ottavo e nel carattere corsivo, fatto appositamente disegnare all'incisore Francesco Griffo da Bologna.
L'impatto rivoluzionario delle edizioni di Aldo Manuzio appare particolarmente evidente paragonando l'elegante volume in ottavo del 1502 contenente Le terze rime di Dante, stampato in corsivo senza alcun commento, agli ingombranti incunaboli del decennio precedente, che seppellivano il testo di Dante sotto una mole insostenibile di commentari esegetici. Questa edizione, che sarebbe diventata la base di tutte le ristampe per i successivi tre secoli, fu curata da uno dei più eminenti letterati dell'alto Rinascimento, il veneziano Pietro Bembo (1470-1547), che fu uno dei principali consulenti di Aldo.
La seconda edizione della Commedia, uscita dal torchio a mano del grande stampatore nell'agosto del 1515 a Venezia, risulta essere la prima edizione illustrata della famosa opera uscita dalla bottega di Aldo e anche per questo è addirittura più ricercata dai bibliofili dell'aldina prior del 1502.
Meritano inoltre una menzione particolare:
- De Aetna di Pietro Bembo (1496), dove venne usato per la prima volta il carattere Bembo, che è rimasto uno standard per tutta la storia della tipografia fino ai nostri giorni.
- Hypnerotomachia Poliphili (1499) di Francesco Colonna, erroneamente attribuito a diversi autori (tra gli altri, oltre ad Aldo stesso, a Leon Battista Alberti e a Pico della Mirandola). Vero capolavoro dell'arte tipografica, corredato di splendide xilografie, probabilmente opera di un artista della cerchia del miniaturista padovano Benedetto Bordone, è ritenuto il libro stampato più bello del Rinascimento. Una copia è visibile qui. Il libro è stato usato come base per il recente romanzo Il codice del quattro.

Aldo stesso fu autore di grammatiche classiche (gli Institutionum Grammaticarum libri quatuor), di un trattato di metrica e di traduzioni dal greco e dal latino.

## Marca tipografica

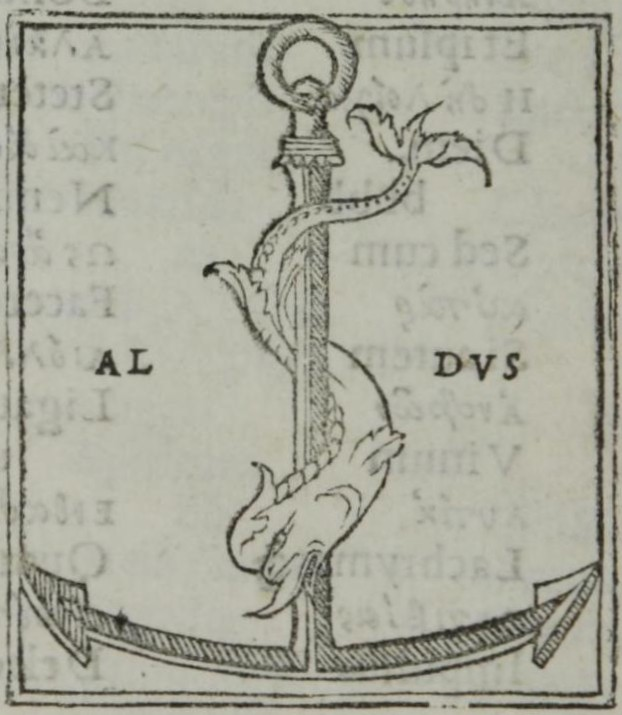
La celeberrima marca tipografica, stampata in xilografia, con il delfino intorno all'ancora e il nome Al-dvs ripartito ai due lati, adottata da Aldo Manuzio per contrassegnare le proprie edizioni e apparsa per la prima volta in assoluto nel giugno 1502 nei c.d. Poetae Christiani veteres, vol. [II] (Sedulius [et al.]), c. π_{8}v

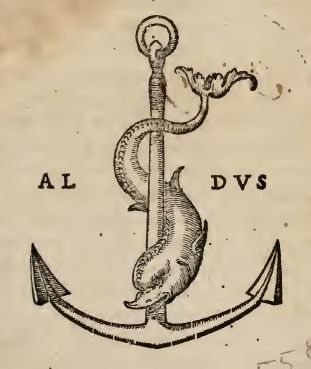
Variante della marca tipografica di Aldo Manuzio

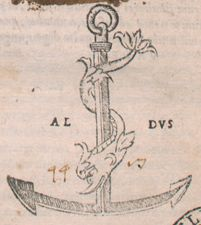
Altra variante della marca tipografica di Aldo Manuzio

Il suo motto, festina lente ("affréttati con calma"), apparve per la prima volta nel 1498 nella dedica delle opere di Angelo Poliziano, mentre nel volume secondo dei c.d. Poetae Christiani veteres finito di stampare nel giugno 1502 comparve per la prima volta un simbolo raffigurante un'ancora con un delfino, immagine che Manuzio aveva ricavato da un'antica moneta romana donata da Pietro Bembo: l'ancora stava appunto a indicare la solidità, il delfino la velocità, dando così una rappresentazione figurata del suo motto.
L'ancora aldina è la più famosa marca tipografica nella storia della stampa.

## Innovazioni
Il contributo forse più significativo di Aldo Manuzio alla moderna cultura della scrittura fu la definitiva sistemazione della punteggiatura: il punto come chiusura di periodo, la virgola, l'apostrofo e l'accento impiegati per la prima volta nella loro forma odierna, nonché dell'invenzione del punto e virgola. È scomparso invece il "punto mobile", usato da Aldo per chiudere le frasi interne al periodo.
Manuzio è considerato anche l'inventore del carattere corsivo (corsivo italico o aldino), che si richiamava alla scrittura carolina allora ritenuta di epoca romana, e usato per la prima volta nel 1501 per la sua edizione di Virgilio e poi nel 1502 nella sua edizione di Dante (il corsivo si chiama italique in francese e italics in inglese proprio a causa della sua origine nella tipografia veneziana di Manuzio). Esecutore di questo primo corsivo fu l'incisore dell'officina di Aldo, Francesco Griffo.
Per i suoi volumi Aldo introdusse, nell'editoria di cultura, il cosiddetto formato in ottavo (fino ad allora usato solo in talune operette a carattere religioso), diverso per le sue piccole dimensioni dai manoscritti e dagli incunaboli dell'epoca per la sua maneggevolezza e trasportabilità, che fecero delle aldine quasi un precursore dei libri tascabili odierni. Il nuovo formato fu presto adottato in tutta Europa. Aldo fu anche il primo a stampare un libro con i fogli numerati su entrambe le facciate (recto e verso), ossia con numerazione per pagine.
Spetta ancora ad Aldo Manuzio il merito di aver pubblicato il primo catalogo delle proprie edizioni greche (1498) poi aggiornato con le successive opere latine e volgari (1503-13). Nei cataloghi si trova notizia degli argomenti trattati nei libri, trascrivendone i capitoli e fornendo apprezzamenti elogiativi circa la validità dell'opera.

## Aldo Manuzio nella letteratura e in altri media
- Nel romanzo Il pendolo di Foucault di Umberto Eco (1988) si descrive l'attività di una società di editoria a pagamento a nome "Manuzio".
- Aldo viene citato nel romanzo Mr. Penumbra's 24-Hour Bookstore (Il segreto della libreria sempre aperta) di Robin Sloan del 2012.
- Appare nella storia "Paperino e la stampa" sul numero 1617 di Topolino.
- Appare nel numero 73 della collana «Le storie» di Sergio Bonelli Editore dell’ottobre del 2018, dal titolo: Inciso nel sangue.
- Appare nel romanzo Rinascimento privato di Maria Bellonci (1986), vincitore del Premio Strega.

## Museo Aldo Manuzio
Il suo paese natale, Bassiano, gli ha dedicato il «Museo delle scritture "Aldo Manuzio"». Ospitato in un'ala del cinquecentesco Palazzo Caetani, il Museo, realizzato in collaborazione con l'Università La Sapienza di Roma, è stato inaugurato nel 2009.

## Epistolario
- Lettere prefatorie a edizioni greche, a cura di Claudio Bevegni, con un saggio introduttivo di Nigel Wilson, Milano, Adelphi, 2017.
- Lettere e documenti, a cura di Armand Baschet e Matteo Noja, Milano, La vita felice, 2018.